# NGC 3261
NGC 3261 este o galaxie spirală situată în constelația Velele. A fost descoperită în 15 martie 1836 de către John Herschel. Se află la o distanță de 34,27 de megaparseci de Pământ.